# 大井川農業協同組合
大井川農業協同組合（おおいがわのうぎょうきょうどうくみあい）は、静岡県藤枝市、焼津市、島田市、榛原郡川根本町を地区とする農業協同組合（JA）。1993年に3市6町の6JAが合併して発足し、藤枝市に本店を置く。略称はJA大井川、JAおおいがわ。
茶を基幹作物とする。川根茶で知られる川根地域（川根本町・島田市川根地区）や大茶園の広がる牧之原台地（島田市南部、JAハイナン・JA遠州夢咲地区にまたがる）を地区に含む。

## 事業内容
- 営農指導・販売事業
- 購買事業
- 茶加工事業
- 金融・共済事業

## 主な産物
- 茶
- バラ
- キク
- トルコギキョウ
- ガーベラ
- ミカン
- ネーブル
- タケノコ
- シイタケ
- イチジク
- トマト
- レタス
- イチゴ
- ミツバ
- 牛肉
- 牛乳
- 米

## 子会社
以下の子会社がある。
- 株式会社ジェイエイ大井川葬祭サービス（完全子会社） - 葬祭事業
- ジェイエイ大井川シャネン株式会社（完全子会社） - 燃料事業、車両事業
- KADODE OOIGAWA株式会社（連結子会社） - 体験型フードパーク「KADODE OOIGAWA」運営事業

## 沿革

### 年表
- 1993年3月 - JA藤枝市、JA焼津市、JA島田市、JA岡部町、JA大井川町、JAキタハイ（榛原郡金谷町・川根町・中川根町・本川根町）が合併し、大井川農業協同組合（JA大井川）が発足する。
- 1994年3月 -  大井川農業協同組合地域農業振興協議会を発足[2]。
- 1996年12月 -  農地保有合理化法人資格取得[2]。
- 1997年3月 -  ロゴマーク決定[2]。
- 1999年7月 - ジェイエイ大井川葬祭サービス発足[8]。
- 2001年1月 -  農産物直売所朝市協議会設立[8]。
- 2005年12月 - ファーマーズマーケット「まんさいかん」開店[9]。
- 2006年3月 - ジェイエイ大井川シャネン営業開始[9]。
- 2007年4月 -  ルーラル電子図書館導入[9]。
- 2016年9月 -  農産物PRユニット「茶果菜」活動開始[10][11]。
- 2022年3月 -  「茶果菜」活動終了[12]。